# 杉村沖治郎
杉村 沖治郎（すぎむら おきじろう、1890年（明治23年）8月25日 - 1955年（昭和30年）10月17日）は、日本の弁護士、政治家。衆議院議員。

## 経歴
埼玉県賀美郡丹荘村元阿保（現:児玉郡神川町）で、杉村権治郎、トラ夫妻の五男として生まれる。1922年、日本大学法律科を卒業し弁護士となり、人権擁護、労働問題を中心に活動した。
司法行政中央監察委員会委員、労働者災害補償審査委員会委員、労働者災害保険審査委員会委員、東京地方裁判所調停委員、東京弁護士会常議員、日本弁護士協会理事、人権擁護委員会委員長などを歴任。
政界では、四谷区会議員を務めた。戦後、日本社会党埼玉県連合会の結成に加わり副委員長となり、1947年4月、第23回衆議院議員総選挙で埼玉県第三区から出馬したが落選。1953年4月、第26回総選挙で初当選し、次の第27回総選挙でも再選されたが、在任中に死去し衆議院議員を連続二期務めた。この間、判事検事弾劾委員会委員長、日本社会党埼玉県連合会顧問などを務めた。